# 山岡景隆
山岡景隆（日语：やまおか かげたか；1525年（大永5年）—1585年（天正13年）），是日本戰國時代的武將。

## 生平
山岡景隆作為南近江勢多城主，曾經臣從六角義賢、六角義治父子，永祿11年（1568年），織田信長奉足利義昭上洛時依舊支持六角家跟織田家對抗，因此一度失去領地逃往大和國。
永祿12年（1569年）時山岡景隆便投效於織田信長帳下，在當年8月參加對伊勢國的作戰，元龜元年時（1570年）的志賀之陣中織田信長也經由勢多城回歸京都，元龜4年（1573年）時織田信長跟足利義昭正式翻臉，山岡景隆也選擇支持信長方，參加了槙島城之戰以及對朝倉義景的一乘谷之戰。天正3年（1575年）時奉命重建近江瀨田的大橋。
天正5年（1577年）時山岡景隆也隨軍參加對雜賀眾的戰事，織田信長跟織田信忠父子也在當年相繼前往勢多城居住。天正9年（1581年）也加入對伊賀的戰事（天正伊賀之亂）。
織田信長在天正10年（1582年）橫死於本能寺之變中，明智光秀試圖勸降山岡景隆兄弟，但為山岡景隆所拒絕，山岡景隆甚至還放火燒毀瀨田橋阻礙明智軍進入近江。清洲會議後，山岡景隆聯合柴田勝家試圖一同對抗豐臣秀吉，但柴田勝家卻在賤岳之戰中兵敗，山岡景隆一度棄城逃亡，其弟山岡景佐的領地也被秀吉沒收，山岡景隆從此隱退於甲賀，後在天正13年（1585年）過世，享年60。